# Aborto no Japão
O aborto no Japão está disponível para mulheres em circunstâncias limitadas, incluindo risco de saúde ou dificuldades econômicas. O Capítulo XXIX do Código Penal do Japão torna o aborto de jure ilegal no país, mas as exceções à lei são amplas o suficiente para que seja amplamente aceito e praticado. Enquanto isso, a Lei de Proteção à Saúde Materna permite que médicos aprovados pratiquem o aborto com o consentimento da mãe e de seu cônjuge, se a gravidez tiver resultado de estupro ou se a continuação da gravidez puder colocar seriamente em risco a saúde materna por motivos físicos ou razões econômicas. Quem tentar praticar o aborto sem o consentimento da mulher será punido, inclusive os médicos.
Nenhum abortivo foi aprovado no Japão. Os médicos aprovados, no entanto, podem optar por usar um abortivo importado nos mesmos termos acima. Qualquer outra pessoa que abortar o feto usando abortivos será punida.
As pílulas anticoncepcionais de emergência foram aprovadas pelo Ministério da Saúde, Trabalho e Bem-Estar do Japão em 2011.

## História
Em 1842, o Shogunato no Japão proibiu o aborto induzido em Edo, mas a lei não afetou o resto do país até 1869, quando o aborto foi proibido em todo o país. No entanto, o crime raramente era punido, a menos que a concepção fosse resultado de adultério ou a mulher morresse como resultado do procedimento de aborto.
De acordo com a estudiosa Tiana Norgern, a política de aborto no governo Meiji era semelhante à do período Edo e era alimentada pela crença de que uma grande população renderia mais influência militar e política no cenário internacional. Em 1868, o imperador proibiu as parteiras de realizarem abortos e, em 1880, o primeiro código penal do Japão declarou o aborto um crime. As punições para o aborto tornaram-se mais severas em 1907, quando o código penal foi revisado: as mulheres podiam ser encarceradas por até um ano por terem feito um aborto; os praticantes podem ser presos por até sete. A Lei do Aborto Criminal de 1907 ainda está tecnicamente em vigor hoje, mas outra legislação anulou seus efeitos.
Em 1923, os médicos receberam permissão legal para realizar abortos de emergência para salvar a vida da mãe; abortos realizados em circunstâncias diferentes e com menos risco de vida ainda eram processados. Em 1931, a Aliança para a Reforma da Lei Antiaborto (Datai Hō Kaisei Kiseikai) foi formada por Abe Isoo e argumentou que "é direito da mulher não ter um filho que ela não quer, e o aborto é um exercício disso. certo". Essa organização acreditava que o aborto deveria ser legalizado em circunstâncias nas quais houvesse uma grande chance de doença genética; em que a mulher era pobre, recebia assistência pública ou era divorciada; em que colocava em risco a saúde da mulher; e em que a gravidez foi resultado de estupro. Em 1934, o Quinto Congresso do Sufrágio Feminino de Todo o Japão redigiu resoluções pedindo a legalização do aborto, bem como a contracepção. Isso não resultou em nenhuma reação imediata do governo na época, mas depois da guerra, essas resoluções foram consultadas na elaboração de legislação que legaliza o aborto.
Em 1940, a Lei Eugênica Nacional não chegou a chamar explicitamente o aborto de legal, descrevendo um conjunto de procedimentos que um médico tinha de seguir para realizar um aborto; esses procedimentos incluíam a obtenção de segundas opiniões e o envio de relatórios, embora pudessem ser ignorados em caso de emergência. Este foi um processo assustador e complicado com o qual muitos médicos não queriam lidar, e algumas fontes atribuem a queda na taxa de aborto entre 1941 e 1944 de 18.000 para 1.800 a esta legislação.
Após a Segunda Guerra Mundial, o Japão se viu em uma crise populacional. Em 1946, 10 milhões de pessoas foram declaradas em risco de fome e, entre os anos de 1945 e 1950, a população aumentou 11 milhões. Em 1948, na esteira do caso Miyuki Ishikawa, o Japão legalizou o aborto em circunstâncias especiais. A Lei de Proteção Eugênica de 1948 fez do Japão um dos primeiros países a legalizar o aborto induzido. Esta lei foi revisada como Lei de Proteção ao Corpo Materno em 1996.
Atualmente, o aborto é amplamente aceito no Japão. De acordo com uma pesquisa de 1998, 79% das solteiras e 85% das casadas aprovaram o aborto. De acordo com pesquisadores da Universidade de Osaka em 2001, 341.588 abortos legais foram realizados no Japão, um aumento de 2,5% de 1998 a 2001. No entanto, em 2007, o número diminuiu para cerca de 256.000.

## Estatisticas
As estatísticas de aborto mostraram que a taxa de aborto (o número de casos de abortos induzidos por 1.000 mulheres por ano) aumentou para mulheres com menos de 20 anos de 1975 a 1995. A taxa de aborto (número de casos por 1.000 nascidos vivos) permaneceu a mais alta entre as mulheres de 40 a 44 anos. Um aumento na taxa de aborto foi observado nos dois grupos mais jovens (menores de 20 e 20-24 anos), especialmente entre aqueles que nasceram após 1955. A proporção de abortos experimentados por mulheres com menos de 25 anos aumentou de 18% entre 1976 e 1980 para 30% entre 1991 e 1995, e um ligeiro aumento também foi observado entre mulheres com idade entre 40-44.
No geral, em 1995, o número total de abortos relatados foi 343.024, representando uma redução de 49 por cento em relação ao número relatado em 1975. A taxa de aborto geral mudou de 22 para 11 abortos por 1.000 mulheres em 1975 e 1995, respectivamente; e a proporção geral de abortos mudou de 353 para 289 abortos por 1.000 nascidos vivos no mesmo período de 20 anos. Em mais de 99 por cento dos casos, o motivo relatado para a realização de um aborto foi para proteger a saúde da mulher; esta porcentagem permaneceu constante durante 1975-1995.
As estatísticas oficiais do governo japonês sobre o aborto, no entanto, não podem ser consideradas muito precisas, uma vez que os médicos tendem a subestimar o número de abortos que realizam como forma de evitar o pagamento do imposto de renda (Coleman 1991) e devido às pressões sociais para proteger sigilo das mulheres, especialmente das jovens que são estudantes do ensino fundamental ou médio.

## Uso anticoncepcional
Um estudo de cenário foi realizado para avaliar até que ponto a taxa de gravidez indesejada no Japão, onde os anticoncepcionais orais (ACOs) não foram legalizados para fins de planejamento familiar e os casais dependem principalmente de preservativos, pode mudar se mais mulheres usarem ACOs. Como as taxas atuais de gravidez indesejada e aborto no Japão não são conhecidas, os dados fornecidos pela Pesquisa Nacional Japonesa de 1994 sobre Planejamento Familiar foram usados para construir cenários para o uso nacional de anticoncepcionais. As taxas anuais de falha dos métodos anticoncepcionais e de não uso foram aplicadas aos cenários de uso de anticoncepcionais, para obter estimativas do número anual de gestações relacionadas à falha contraceptiva. Posteriormente, foram definidas as situações de prática anticoncepcional que pressupõem taxas mais altas de uso de ACO, e a mudança associada no número de gestações relacionadas à falha contraceptiva foi estimada para cada situação. Verificou-se que as taxas de uso de CO de 15% diminuíram o número esperado de gestações indesejadas em 13-17%, enquanto as taxas de uso de 25% resultaram em diminuições de 22-29% e as taxas de uso de 50% em diminuições de 45-58%. As descobertas foram razoavelmente robustas à variação das suposições feitas. Em conclusão, cada aumento percentual teórico na taxa de uso de ACO no Japão levou a uma redução percentual aproximadamente equivalente no número de gestações indesejadas.